# Weil der Stadt
Pour les articles homonymes, voir Weil.
Weil der Stadt est une ville allemande en Bade-Wurtemberg. Le titre de Keplerstadt (ville de Kepler) est associé au nom de cette ville.

## Géographie
La ville de Weil der Stadt est située entre le bocage de Heckengäu et le nord de la Forêt-Noire, à 28 kilomètres à l'ouest de Stuttgart, capitale du land, du district et de la région.
La rivière Würm coule à travers la commune de Weil der Stadt.
Les communes avoisinantes sont : Renningen, Magstadt, Grafenau, Ostelsheim, Simmozheim, Bad Liebenzell, Neuhausen (Enz), Tiefenbronn, Heimsheim.

## Histoire
Weil est citée pour la première fois en 1075, sous le nom de Wile, qui vient du latin villa (domaine). Ce village appartenait alors au couvent de Hirsau.
La ville fut fondée par Frédéric II de Hohenstaufen à l'emplacement du village.
Elle devient ville franche impériale en 1275 par décision de Rodolphe Ier de Habsbourg et le restera jusqu'en 1802. Cet ancien statut est représenté dans son blason par l'aigle impérial et l'indication SPQR (Senatus Populus Que Romanus = Sénat et Peuple de Rome), symbole de souveraineté.
La vieille ville fut détruite par un incendie en 1648, à la fin de la guerre de Trente Ans.
En 1802, Weil est rattachée au duché, puis royaume de Wurtemberg. En 1808, elle est affectée à la juridiction de Leonberg.
Elle prend le nom officiel de Weil der Stadt (der Stadt = "de la ville") en 1862.

## Personnalités liées à la commune
- Johannes Brenz (1499-1570), théologien, disciple de Martin Luther, fils du bourgmestre, est né à Weil der Stadt.
- Johannes Kepler (1571-1630), astronome célèbre, est né à Weil-der-Stadt.

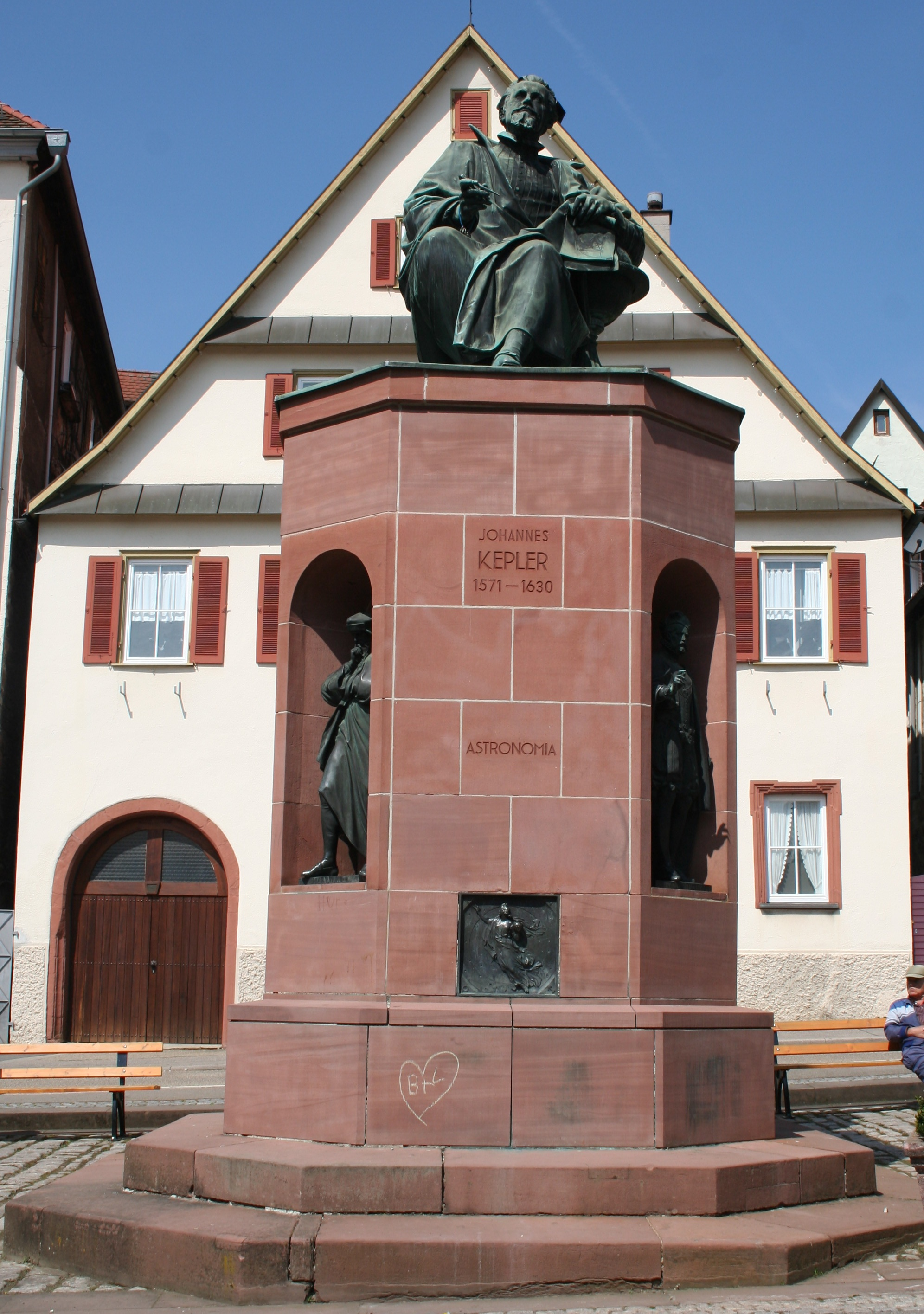
Statue de Kepler sur la place du marché (sculpture en bronze d'August von Kreling, 1870)

## Quartiers
Depuis la réforme territoriale effectuée dans le Bade-Wurtemberg dans les années 1970, Weil der Stadt a englobé d'autres communes qui sont devenues des quartiers. Les cinq quartiers sont :
- Weil der Stadt
- Merklingen
- Münklingen
- Hausen
- Schafhausen

## Curiosités
- Place du marché. Sur cette place, on peut découvrir la statue en bronze de Kepler, sculptée en 1870 par August von Kreling ; en haut, une fontaine érigée en 1537 avec une statue de Charles Quint ; en bas une autre fontaine érigée en 1603 représentant l'aigle impérial. Autour, on trouve la mairie, mentionnée pour la première fois en 1532, mais dont l'aspect actuel correspond à la reconstruction après l'incendie de la ville en 1648 ; le musée municipal ; l'auberge de Sebald Kepler, grand-père de Johannes.
- Musée Kepler. À deux maisons de la mairie, se trouve la maison natale de Johannes Kepler, transformée en musée depuis 1940, rénovée en 1999. Sur deux étages, à travers sept salles, on découvre la vie et l'œuvre de Kepler.

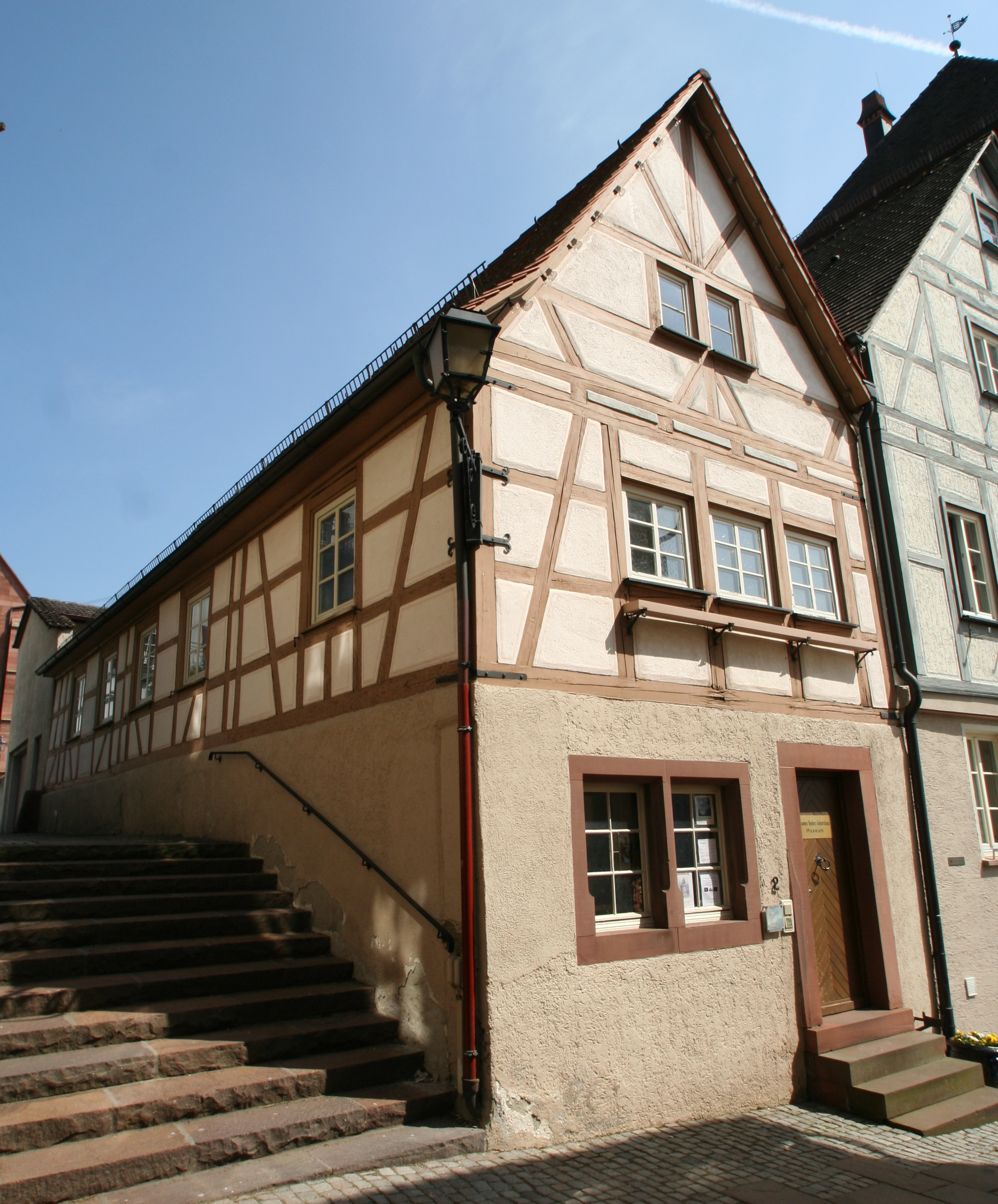
Maison natale de Kepler. Maintenant, musée Kepler-Museum.
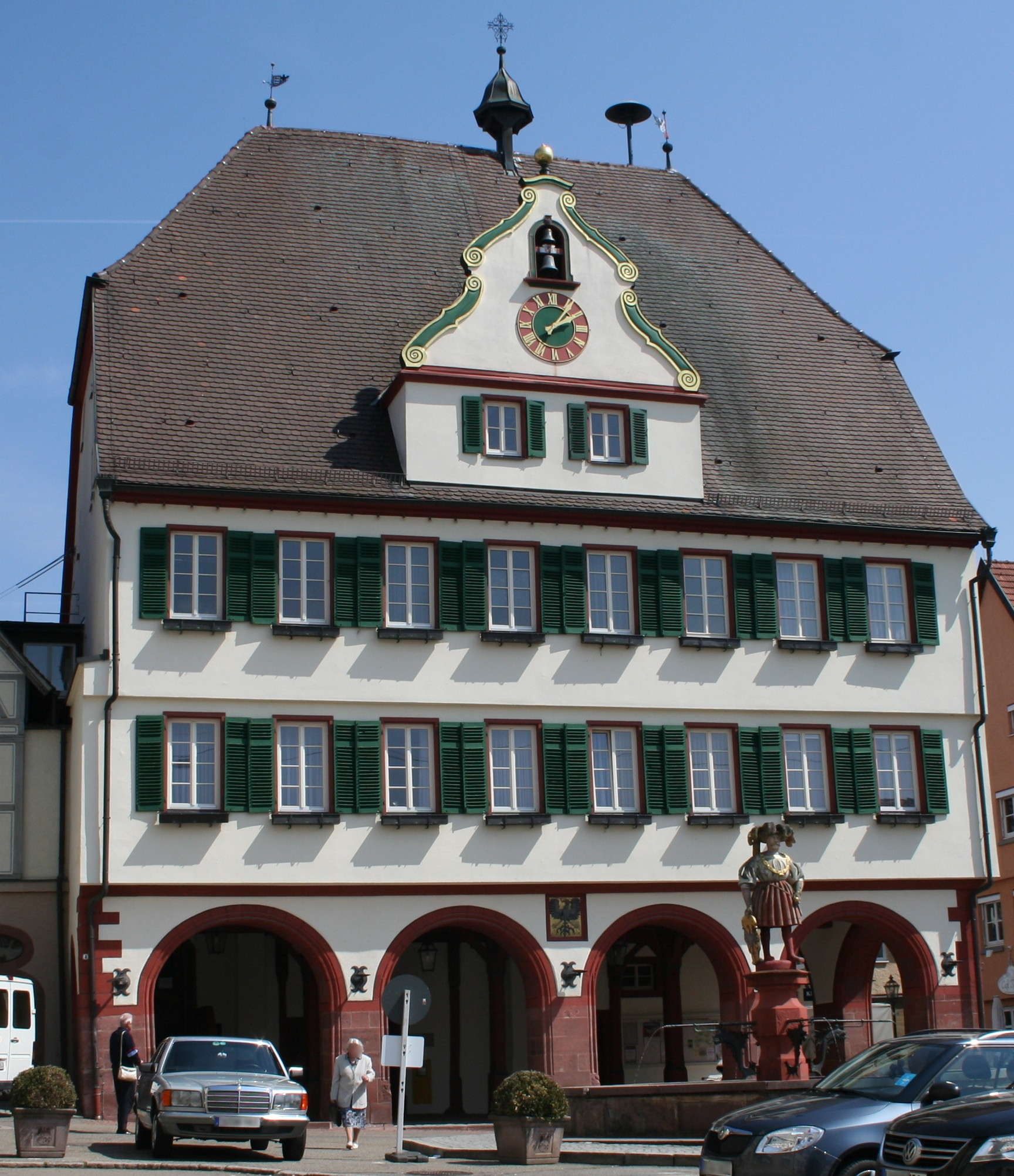
Mairie de Weil der Stadt.
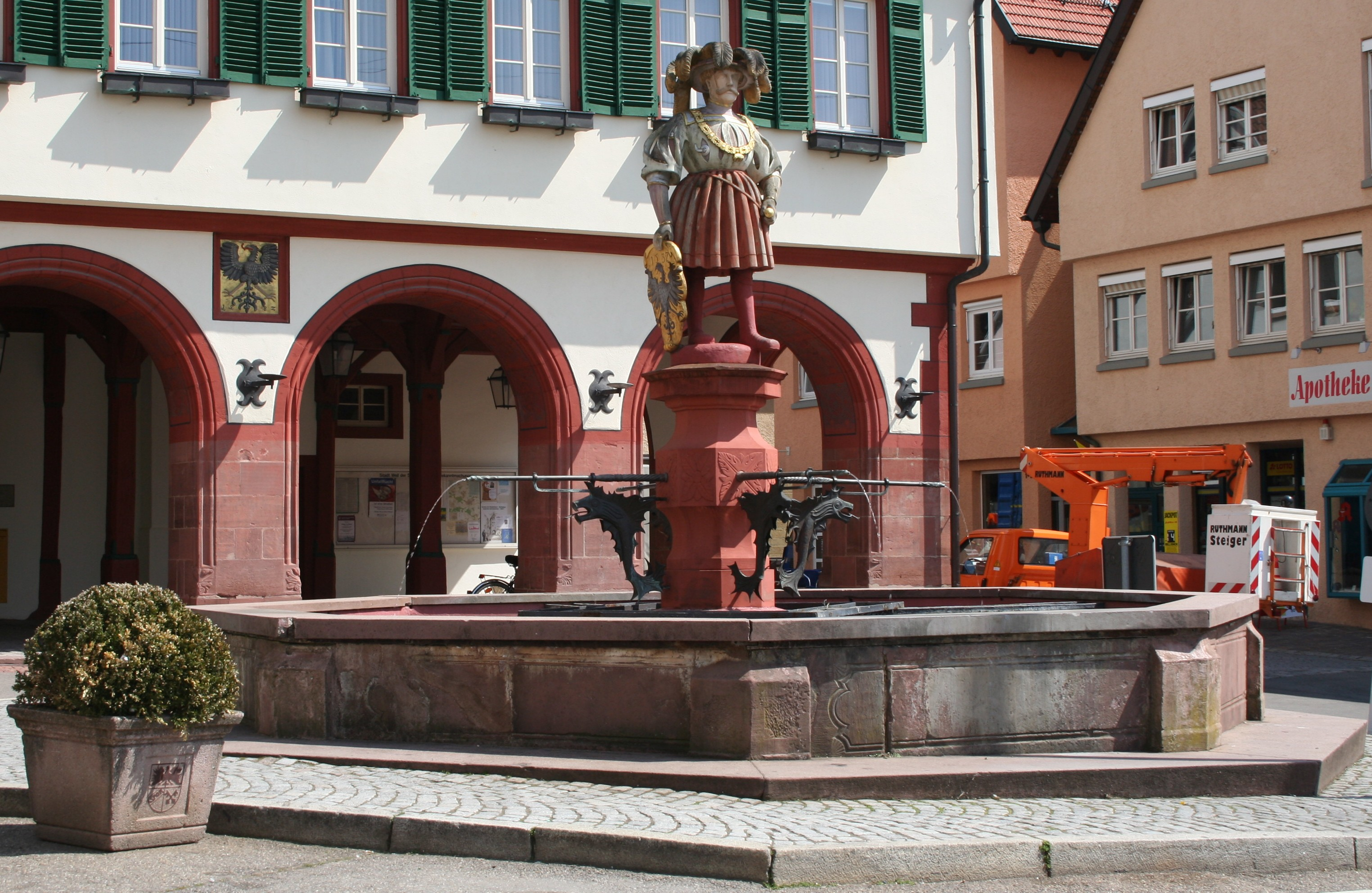
Fontaine et statue de Charles Quint devant la mairie.
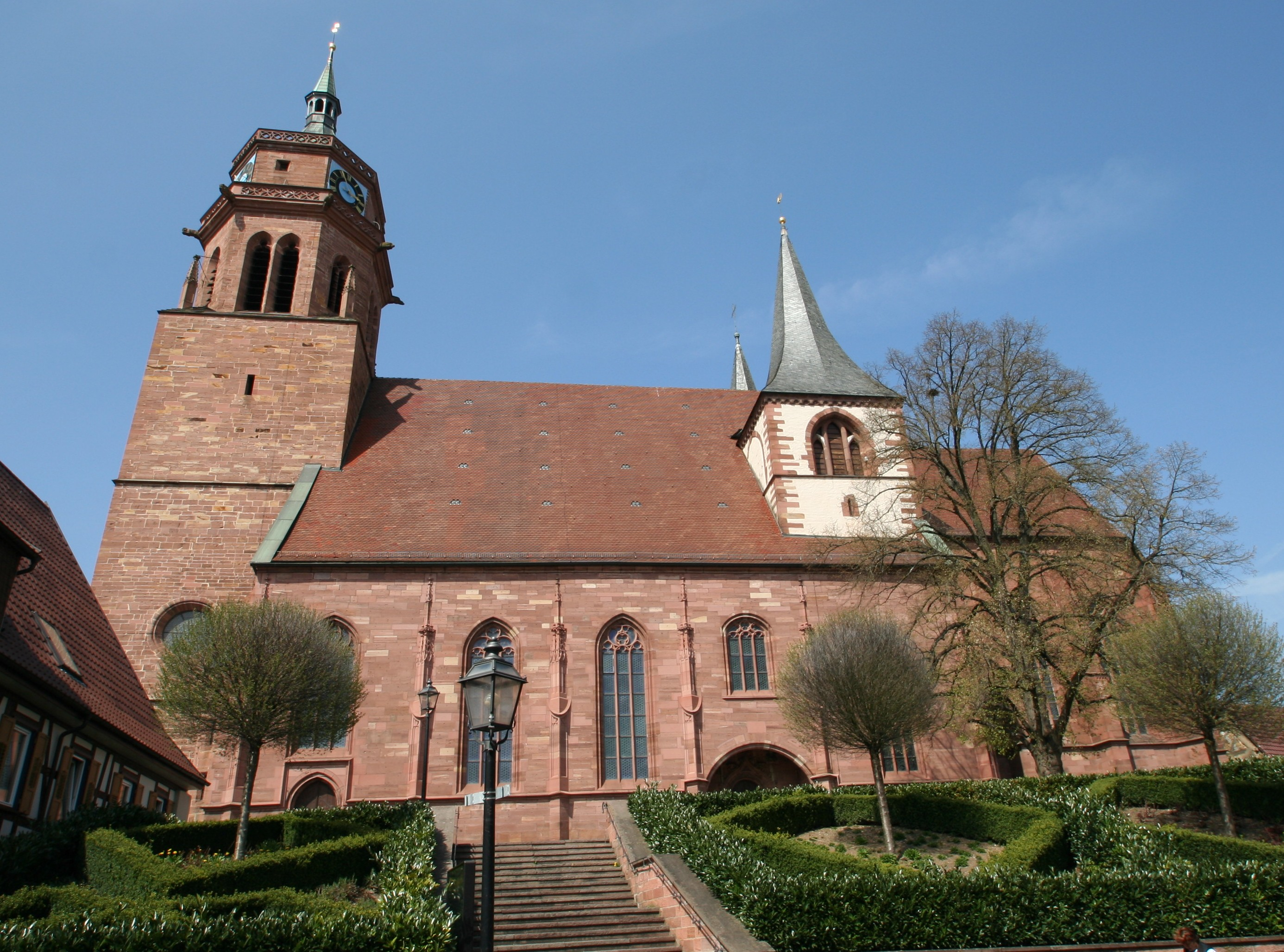
Église Saints Pierre et Paul.

## Jumelages
La ville de Weil der Stadt est jumelée avec :
- Riquewihr (France) depuis 1961
- Bra (Italie) depuis 2001

## Transports
On peut accéder à Weil der Stadt par :
- Autoroute A8, Stuttgart - Munich ou Karlsruhe - Francfort, sorties Leonberg ou Heimsheim.
- Autoroute A81, Singen - Suisse ou Heilbronn - Nuremberg, sortie Leonberg.
- Route fédérale B295, Stuttgart - Leonberg - Weil der Stadt - Calw.
- Route régionale L1182, Böblingen - Weil der Stadt - Pforzheim.
- Train S-Bahn, ligne S6, Stuttgart - Leonberg - Weil der Stadt.
- Aéroport de Stuttgart.